# 2019年の東方経済フォーラム全体会合における安倍総理大臣スピーチ

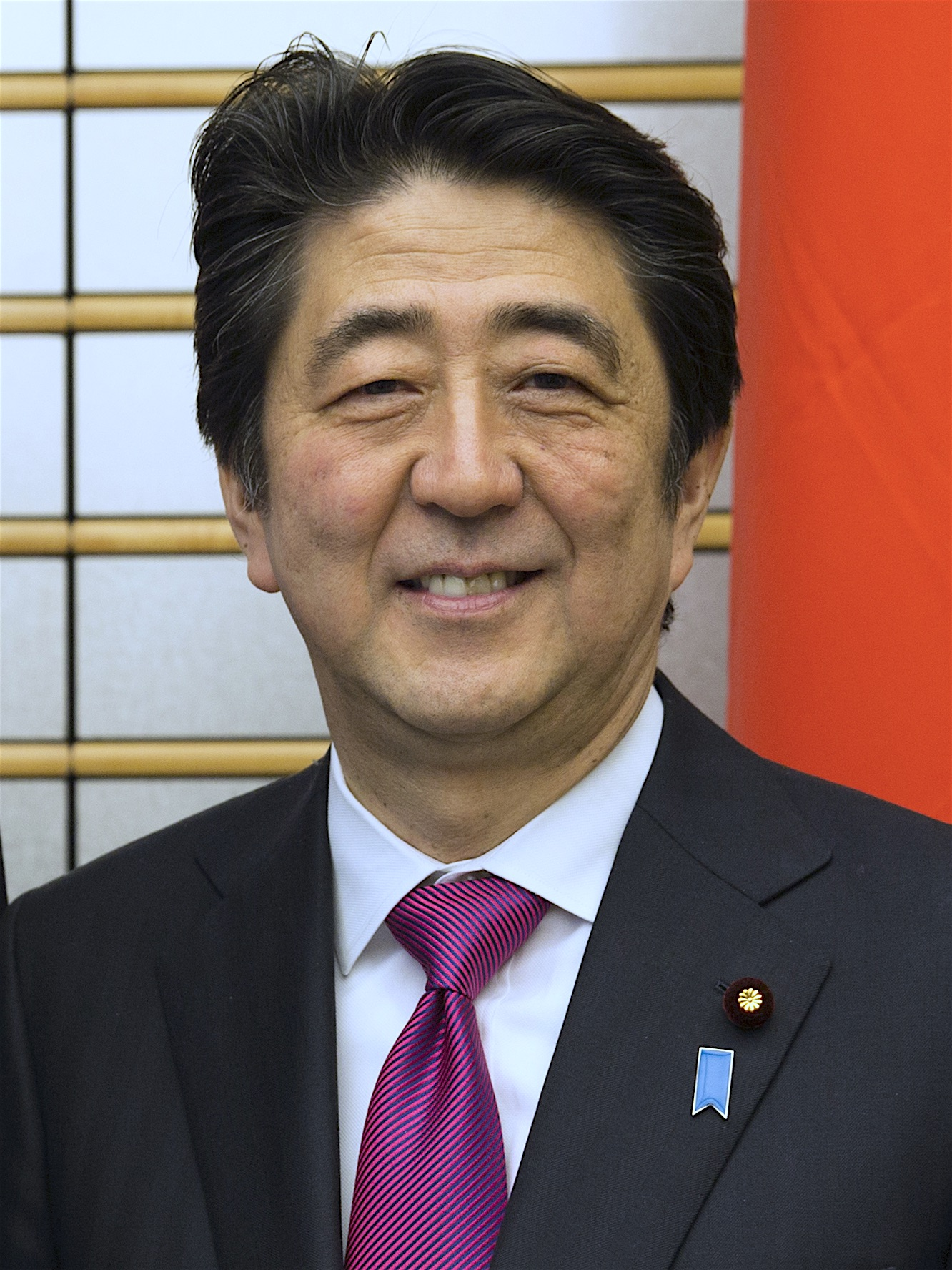
安倍晋三 内閣総理大臣

2019年の東方経済フォーラム全体会合における安倍総理大臣スピーチは、2019年9月5日にロシアのウラジオストクで当時内閣総理大臣であった安倍晋三が行ったスピーチのことである。
全体会合の前に安倍とロシア連邦大統領のウラジーミル・プーチンとの首脳会談があり、そのあとに第5回東方経済フォーラムの全体会合が行われた。プーチンやインド首相のナレンドラ・モディ、モンゴル大統領のハルトマー・バトトルガらが登壇者として並ぶなか、安倍はフォーラムの参加者に向けてスピーチを行ったとき、プーチンにファーストネームである「ウラジーミル」と呼びかけるなど、プーチンとの親密度をアピールした。

## 背景
2019年の参院選で勝利をおさめた安倍政権は、懸案であったロシアとの平和条約締結を通じた北方領土返還の実現を目指していた。当時の安倍晋三の基本戦略は「プーチンと個人的信頼関係を築き、領土問題で政治決断を引き出す」ことだったと言われている。
2019年9月5日、ウラジオストクで日露首脳会談と東方経済フォーラムへの安倍晋三の出席が予定されていたが、まさにその日の未明にウラジーミル・プーチンはその東方経済フォーラムの会場から、北方領土の色丹島で新たに稼働する水産加工工場の記念式典にライブ中継で出席して関係者をねぎらうコメントを発表した。このことは、日露間で平和条約が締結されれば色丹島は日本へ引き渡されると日ソ共同宣言に明記されている、と認識していた日本側には衝撃的であり、日本への挑発行為とも受け取られた。

## スピーチ
このスピーチで安倍は日露関係における未来志向を訴えており、約20分間に及んだスピーチを次のように締めくくっている。
ウラジーミル。君と僕は、同じ未来を見ている。行きましょう、プーチン大統領。ロシアの、若人のために。そして、日本の、未来を担う人々のために。(中略) 日露の新しい協力関係は、我々二人の努力によって、着実に、その姿を見せつつあります。そしてその先に、平和条約の締結という歴史的使命がある。未来を生きる人々を、これ以上、もう待たせてはならない。ゴールまで、ウラジーミル、二人の力で、駆けて、駆け、駆け抜けようではありませんか。歴史に対する責任を、互いに果たしてまいりましょう。平和条約を結び、両国国民が持つ無限の可能性を、一気に解き放ちましょう。
なお第二次安倍政権以降、安倍の外交に関する演説のスピーチライターを務めていたのは内閣審議官でもあった谷口智彦である。

## 評価

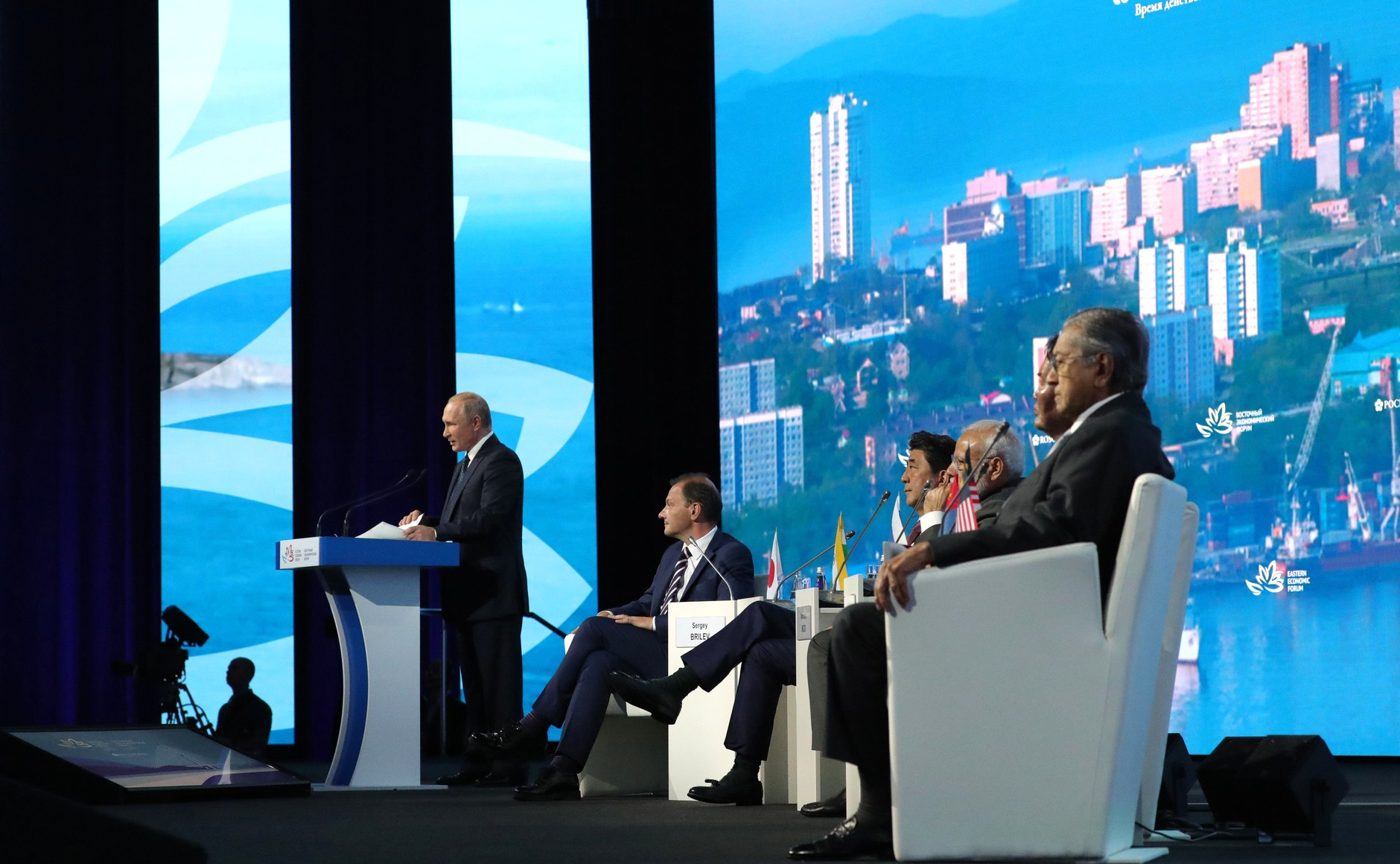
2019年の東方経済フォーラムに登壇した安倍晋三（右から3人目）

スピーチは日露首脳間の親密さをアピールするものであったが、その温度差は明らかだった。その演説の端々が「歯の浮くようなセリフ」じみており、ポエムと形容するコメントもインターネットには集まった。
このスピーチ以降も平和条約締結に向けた進展はなく、2022年にいたっても北方領土返還についてはその交渉の糸口がみえていない。